# إينغفار أريكسون
إينغفار أريكسون (بالسويدية: Ingvar Eriksson)‏ هو سباح سويدي، ولد في 1 أكتوبر 1944 في Sundsvall Municipality ‏ في السويد، وتوفي في 7 يناير 2015.

## وصلات خارجية
- إينغفار أريكسون على موقع الاتحاد الدولي للسباحة (الإنجليزية)
- إينغفار أريكسون على موقع اللجنة الأولمبية الدولية (الإنجليزية)
- إينغفار أريكسون على موقع أوليمبيديا (الإنجليزية)
- إينغفار أريكسون على موقع اللجنة الأولمبية السويدية (السويدية)